# Radoslav Svoboda
Radoslav Svoboda, češki hokejist, * 18. december 1957, Brno, Češka.
Svoboda je v češkoslovaški ligi igral za klube HC Brno, IHC Písek in Dukla Jihlava. Ob koncu kariere je igral tudi v danski ligi za Esbjerg IK ter avstrijski ligi za EC Graz in UEC Mödling.
Za češkoslovaško reprezentanco je nastopil na Olimpijskih igrah 1984, kjer je bil dobitnik srebrne medalje, ter treh svetovnih prvenstvih, kjer je bil dobitnik ene zlate in dveh srebrnih medalj.
Leta 2019 je bil sprejet v Češki hokejski hram slavnih.

## Pregled kariere (nepopoln)
Odebeljeno - reprezentančni nastopi, glej tudi Statistika pri hokeju na ledu.
| Moštvo        | Liga                 | Sezona |    | Redni del | Redni del | Redni del | Redni del | Redni del | Redni del |   | Končnica | Končnica | Končnica | Končnica | Končnica | Končnica |
| ------------- | -------------------- | ------ | -- | --------- | --------- | --------- | --------- | --------- | --------- | - | -------- | -------- | -------- | -------- | -------- | -------- |
| Moštvo        | Liga                 | Sezona | OT | G         | P         | T         | +/-       | KM        | OT        | G | P        | T        | +/-      | KM       |          |          |
| Češkoslovaška | Svetovno prvenstvo A | 82     |    |           |           |           |           |           |           |   |          |          |          |          |          |          |
| Dukla Jihlava | Češkoslovaška liga   | 82/83  |    |           |           |           |           |           |           |   |          |          |          |          |          |          |
| Češkoslovaška | Svetovno prvenstvo A | 83     |    | 9         | 1         | 2         | 3         |           | 2         |   |          |          |          |          |          |          |
| Češkoslovaška | Svetovno prvenstvo A | 85     |    |           |           |           |           |           |           |   |          |          |          |          |          |          |
| HC Brno       | Češkoslovaška liga   | 86/87  |    | 42        | 6         | 11        | 17        |           | 28        |   |          |          |          |          |          |          |
| Skupaj        |                      |        |    | 51        | 7         | 13        | 20        |           | 30        |   |          |          |          |          |          |          |